# JSX (プログラミング言語)
JSX は、DeNAによって開発されたウェブアプリケーション向けのプログラミング言語である。ECMAScript 4から影響を受けた構文を持ち、静的型付けなのが特徴。ウェブブラウザ組み込みのスクリプト言語であるJavaScriptのデメリットを解消することを目的に作られている。またJSXのソースコードは最適化されたJavaScriptコードに変換して実行され、同等のJavaScriptプログラムと比較して10%以上高速になるとされる。
なお、Reactで用いられるJavaScriptの拡張構文JSXや、Adobe社製ソフトウェアに搭載されているJavaScriptマクロは、同じく「JSX」という名前がつけられているが、全くの別物である。

## 言語仕様
JSXの特徴は以下の点が挙げられる。
- クラス構文のサポート
- モジュール機構
- テンプレート（総称型）のサポート
- 関数オーバーロードのサポート
- アロー関数式
- レキシカルスコープをもつthis
- デフォルト引数
- 最適化で削除されるassert文
- プロファイラ（スマートフォンでも利用可能）
- source mapのサポート
- nullを許容しないプリミティブ型(number, boolean, string)

## 例
Hello worldプログラムは、以下のとおりである。JSXプログラムは _Main.main(:string[]) : void がアプリケーションのエントリポイントとなる。
```
 
class
 
_Main
 
{

     
static
 
function
 
main
(
args
 
:
 
string
[])
 
:
 
void
 
{

         
log
 
"Hello, world!"
;

     
}

 
}

```

JSXでは、継承関係にないクラスに総称的な操作をするためにはインターフェイスを使う。インターフェイスを使ったプログラムは以下のようになる。
```
// an example for class inheritance and interfaces

interface
 
Flyable
 
{

    
abstract
 
function
 
fly
()
 
:
 
void
;

}

abstract
 
class
 
Animal
 
{

    
function
 
eat
()
 
:
 
void
 
{

      
log
 
"An animal is eating!"
;

    
}

}

class
 
Bat
 
extends
 
Animal
 
implements
 
Flyable
 
{

    
override
 
function
 
fly
()
 
:
 
void
 
{

        
log
 
"A bat is flying!"
;

    
}

}

abstract
 
class
 
Insect
 
{

}

class
 
Bee
 
extends
 
Insect
 
implements
 
Flyable
 
{

    
override
 
function
 
fly
()
 
:
 
void
 
{

        
log
 
"A bee is flying!"
;

    
}

}

class
 
_Main
 
{

    
static
 
function
 
main
(
args
 
:
 
string
[])
 
:
 
void
 
{

        
// fo bar

        
var
 
bat
 
=
 
new
 
Bat
();

        
var
 
animal
 
:
 
Animal
 
=
 
bat
;
 
// OK. A bat is an animal.

        
animal
.
eat
();

        
var
 
flyable
 
:
 
Flyable
 
=
 
bat
;
 
// OK. A bat can fly

        
flyable
.
fly
();

        
// for Bee

        
var
 
bee
 
=
 
new
 
Bee
();

        
flyable
 
=
 
bee
;
 
// A bee is also flyable

        
flyable
.
fly
();

    
}

}

```